# Josef Lavos

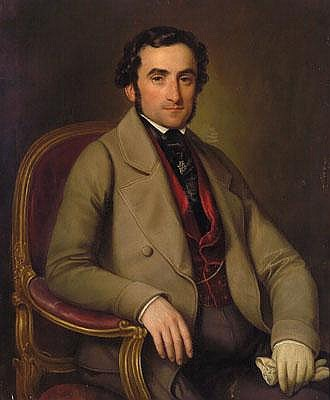
Vídeňský kapelník Josef Heinisch

Josef Lavos (29. července 1807 Vídeň; 8. října 1848 Vídeň) byl rakouský malíř a grafik - litograf maďarského původu.

## Život a tvorba
Narodil se ve Vídni-Leopoldstadtu v rodině violisty Josefa Lavose, později ředitele orchestru baletu Leopoldstadtského divadla. Vystudoval figurální malířství na Akademii výtvarných umění ve Vídni u prof. Karla Gsellhoffera.
Od roku 1828 se samostatně věnoval olejomalbě žánrové (venkované, romantické portréty s květinami nebo zvířaty), náboženské (svatá Kateřina, svatá Jana z Arku) a portrétní, také maloval miniatury a portréty prováděl v grafice technikou lithografie. Pracoval ve Svatoanenském dvoře (Sankt Annahof). V březnu roku 1848 se připojil k revolucionářům, přijal členství ve Vídeňské akademické legii. 8. října téhož roku spáchal sebevraždu.

## Dílo
Svými pracemi je zastoupen ve sbírkách Rakouské národní galerie ve Vídni, v galerii Belvedere Uměleckohistorického muzea ve Vídni, v Albertině ve Vídni, v Moravské galerii v Brně, v Muzeu města Bratislavy a dalších. K nejvýznamnějším dílům patří nesignovaný portrét hraběte Františka Josefa ze Šternberka a Manderscheidu, spoluzakladatele Národního muzea v Praze z roku 1820; pokud je autorem skutečně Josef Lajos, pak by musel obraz namalovat jako třináctiletý.

## Galerie

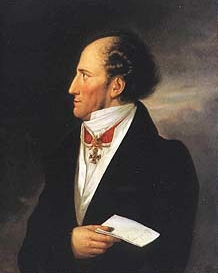
František Šternberk-Manderscheid, 1820 NM
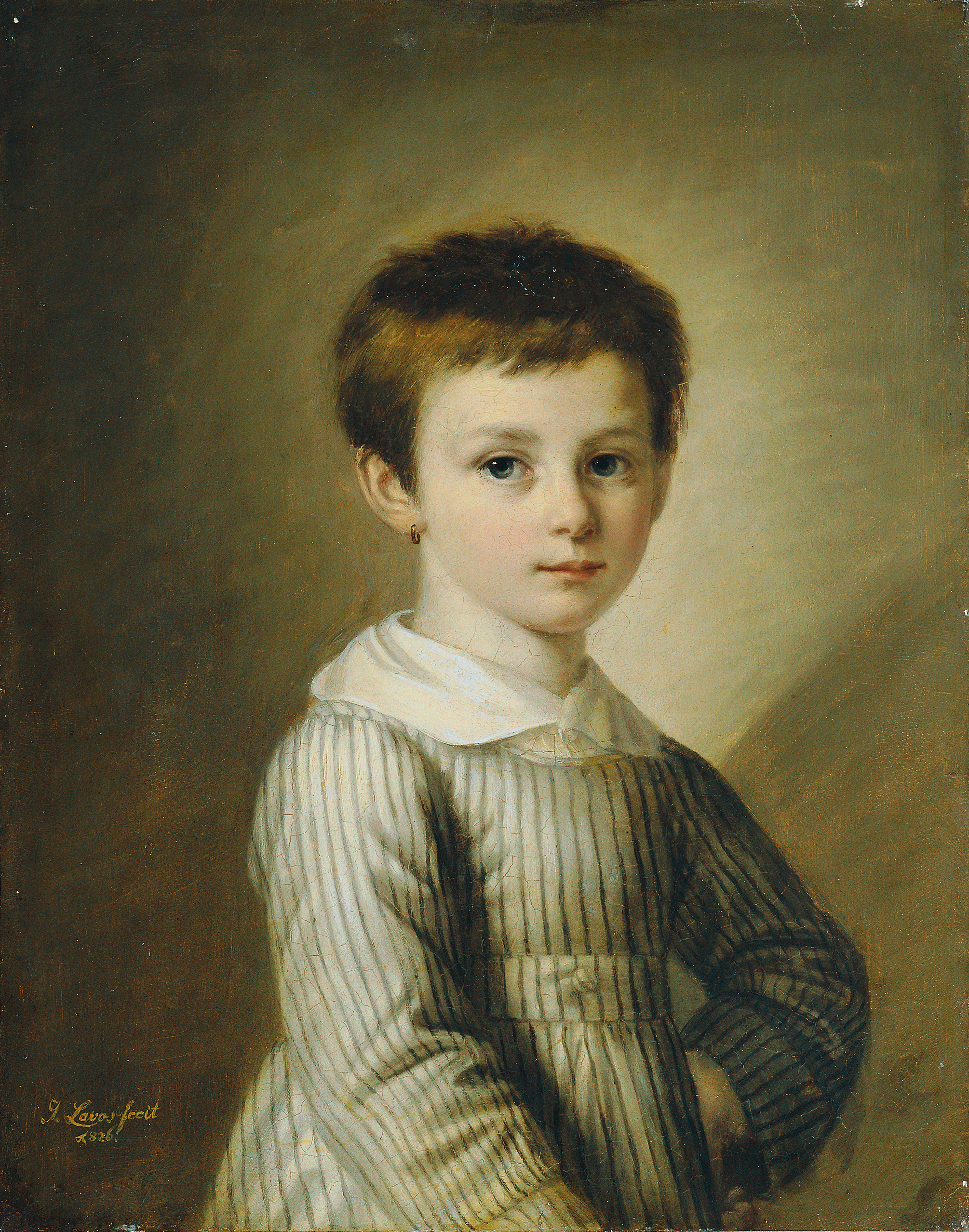
Chlapec, 1826 KHM
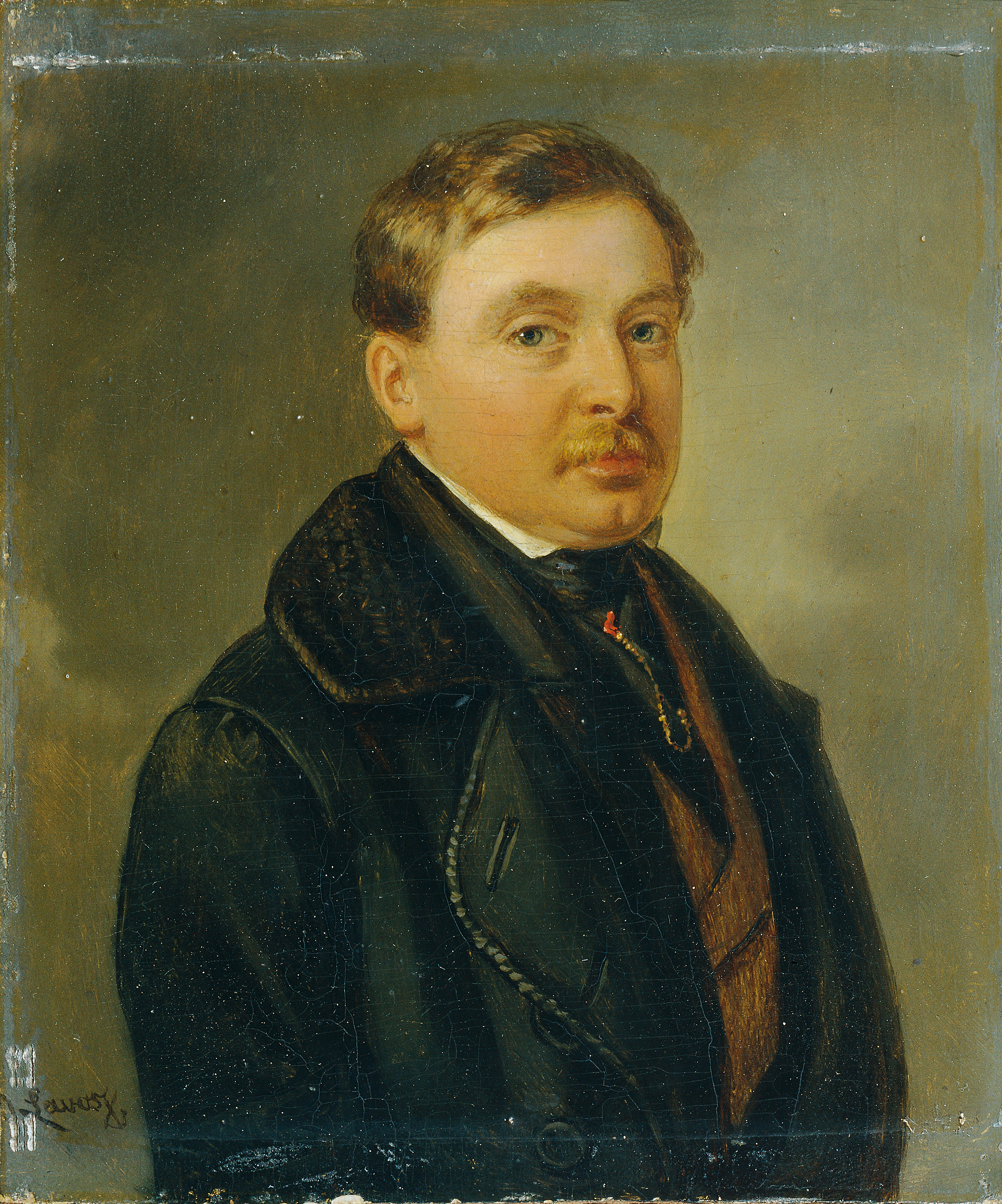
Malíř Josef Feid
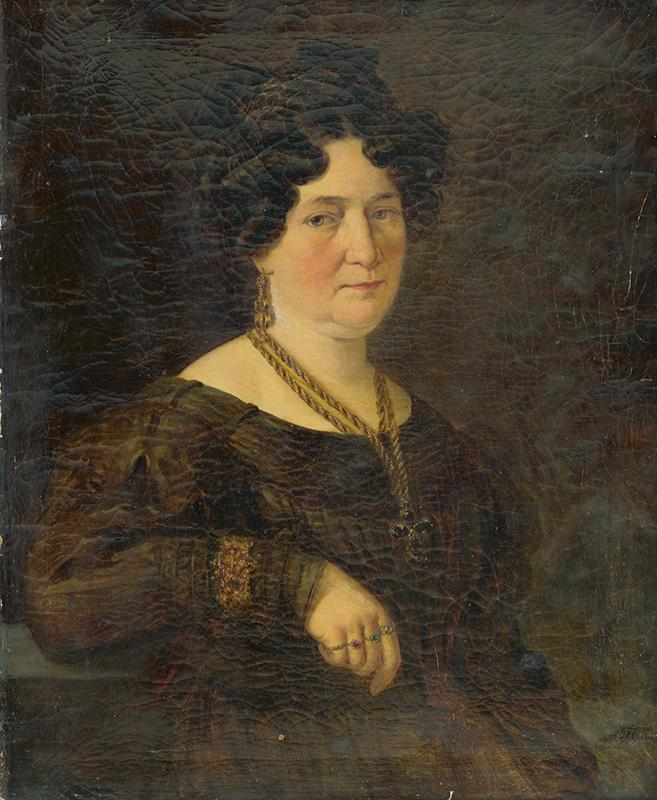
Portrét dámy, 1839
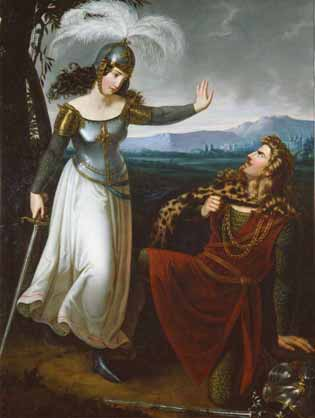
Jana z Arku
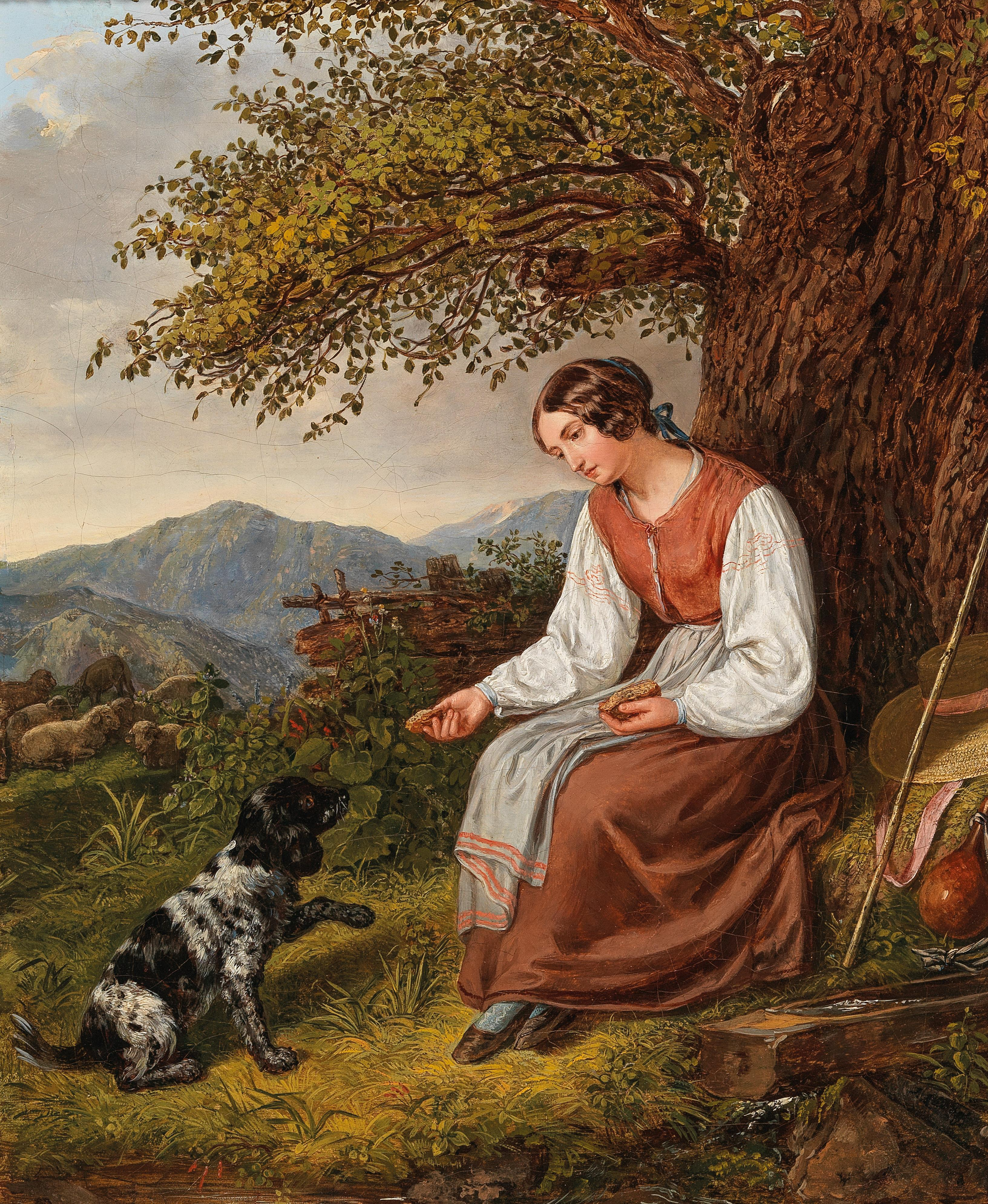
Pastýřka při odpočinku
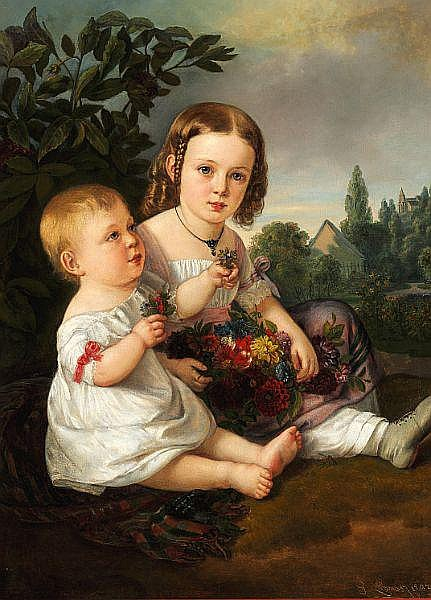
Děti v zahradě